# Alexandre Camarasa
Alexandre Camarasa (Marsiglia, 10 giugno 1987) è un ex pallanuotista francese.
Muove i primi passi come nuotatore nel club della sua città, il CN Marsiglia. All'età di 12 anni, tuttavia, decide di passare alla pallanuoto, che lo attirava maggiormente. Ottiene l'ammissione in prima squadra già a 16 anni, ma la sua vera carriera da professionista inizia tra le file dell'Aix-les-Bains nella stagione 2007-08, in cui il Marsiglia aveva deciso di mandarlo in prestito per farsi le ossa.
Rientra nella casa madre l'anno successivo, e con la calottina del club marsigliese conquista nove campionati francesi, cinque coppe nazionali e una Coppa LEN. Nel 2021 annuncia il suo ritiro dalle competizioni.

## Palmarès

### Club
- Campionato francese: 5

Marsiglia: 2007-08, 2008-09, 2009-10, 2010-11, 2012-13, 2014-15, 2015-16, 2016-17, 2020-21
- Coupe de France: 3

Marsiglia: 2009-10, 2011-12, 2012-13
- Coupe de la Ligue: 2

Marsiglia: 2014-15, 2017-18
- LEN Euro Cup: 1

Marsiglia: 2018-19